# Hebron
Hebron (arab. ‏الخليل‎, Al-Chalil; hebr. ‏חֶבְרוֹן‎) – miasto położone na Wyżynie Judzkiej, na Zachodnim Brzegu. Największe miasto Zachodniego Brzegu i drugie po względem wielkości w Państwie Palestyna (po mieście Gaza), liczące 215 571 palestyńskich mieszkańców (w 2020). W wydzielonej strefie H2 na granicy Starego Miasta Hebronu mieszka także ok. 500-850 osadników żydowskich.
Hebron jest otoczony murem, wysokim na niemal dwanaście metrów, wzniesionym przez Heroda Wielkiego. W 2017 roku stare miasto Hebronu zostało wpisane na listę światowego dziedzictwa UNESCO i jednocześnie uznane za obiekt zagrożony.
W mieście działa publiczny Uniwersytet Hebroński kształcący obecnie prawie 9000 studentów, z których ⅔ to kobiety.

## Historia
Hebron należy do najstarszych miast w Palestynie; według relacji biblijnej „został zbudowany 7 lat wcześniej niż Soan w Egipcie”.
W grocie Makpela znajdują się groby patriarchów i według tradycji szczątki Abrahama. Jest to miejsce pielgrzymek dla muzułmanów, chrześcijan i żydów. W Hebronie znajduje się również dąb, zwany Dębem Abrahama, pod którym według tradycji znajdował się namiot Abrahama. Teren ten wykupił w 1866 Rosyjski Kościół Prawosławny i zlokalizował w sąsiedztwie drzewa monaster Trójcy Świętej i Świętych Praojców.
W dniach 23–24 sierpnia 1929 roku w Hebronie doszło do pogromu ludności żydowskiej, zginęło 67 osób, a wielu pozostałych Żydów mieszkających w mieście zostało ewakuowanych przez Brytyjczyków zarządzających terenem Palestyny do Jerozolimy.
25 lutego 1994 izraelski osadnik Baruch Goldstein wtargnął do meczetu Abrahama w muzułmańskiej części kompleksu zwanego grobem patriarchów (Makpela) i otworzył ogień z M-16 do modlących się, zabijając 29 i raniąc setki osób. Goldstein był amerykańskim Żydem wychowanym w Brooklynie, członkiem Żydowskiej Ligi Obrony i zwolennikiem fundamentalistycznej żydowskiej partii Kach, zdelegalizowanej w Izraelu krótko po tej masakrze.
W 1997 roku na mocy tzw. umowy hebrońskiej miasto zostało podzielone na dwie części: H1 o wielkości 18 km², zamieszkaną przez większą część hebrończyków i kontrolowaną całkowicie przez Palestyńczyków, oraz H2 o powierzchni około 4,5 km² pod kontrolą izraelską. W H2 leżą izraelskie osiedla, nielegalne z punktu widzenia prawa międzynarodowego.

## Gospodarka
W mieście rozwinął się przemysł spożywczy, odzieżowy, skórzany oraz rzemieślniczy.

## Transport
Przy mieście przebiega droga ekspresowa nr 35 (Aszkelon–Hebron).